# 若松宣子
若松 宣子（わかまつ のりこ、1973年 - ）は、日本のドイツ語翻訳家。
中央大学大学院博士課程満期退学。白百合女子大学児童文化研究センター助手、中央大学、白百合女子大学講師など。

## 翻訳
- イアン・グラハム『ふね』天沼春樹共訳　岩崎書店　2000　のりものスピード図鑑
- エレン・コンフォード『スター少女アナベルゴリラになる』岩崎書店　2001　フォア文庫
- ノルベルト・ランダ『レオ王子とちいさなドラゴン』徳間書店　2001
- ポール・ファン・ローン『ワニがうちにやってきた!』岩崎書店　2001
- ラインハルト・ユング『おはなしは気球にのって』早川書房　2002　ハリネズミの本箱
- エレン・コンフォード『スター少女アナベルエキストラになる』岩崎書店　2002　フォア文庫
- ドーリス・デリエ『ロッテおひめさまになりたい』理論社　2004
- アヌ・ストーナー『ちいさなサンタまちにいく』岩崎書店　2005
- エーリヒ・ケストナー『飛ぶ教室』2005　偕成社文庫
- アンドレアス・シュリューター『レベル4 子どもたちの街』岩崎書店　2005
- ドーリス・デリエ『ロッテニューヨークにいく』理論社　2005
- パトリク・ルーカス『しあわせなブタ』ほるぷ出版　2006
- クルト・マール, ハンス・クナイフェル『生まれざる者の恐怖』2007　ハヤカワ文庫 宇宙英雄ローダン・シリーズ
- アンドレアス・シュリューター『レベル4. 2(再び子どもたちの街へ)』岩崎書店　2007
- トミー・ウンゲラー『あたらしいともだち』あすなろ書房　2008
- H.G.エーヴェルス,クナイフェル『温室惑星ローズガーデン』2008　ハヤカワ文庫 宇宙英雄ローダン・シリーズ
- エーリカ・マン『シュトッフェルの飛行船』2008　岩波少年文庫
- ユルゲン・バンシェルス (de)『ぼくとリンダと庭の船』偕成社　2010
- マルティナ・ヴィルトナー『ミシェルのゆううつな一日』岩波書店　2010
- クリスティーネ・ネストリンガー『赤ちゃんおばけベロンカ』偕成社　2011
- ヒルケ・ローゼンボーム『ペットショップはぼくにおまかせ』徳間書店　2011
- ダニエル・グラッタウアー (de)『北風の吹く夜には』三修社　2012

## 参考
- 北風の吹く夜には - 紀伊國屋書店BookWeb
- ぼくとリンダと庭の船 - 紀伊国屋書店BookWeb